# Калватоне
Калвато̀не (на италиански: Calvatone, на местен диалект: Calvaton, Калватон) е село и община в Северна Италия, провинция Кремона, регион Ломбардия. Разположено е на 29 m надморска височина. Населението на общината е 1207 души (към 2017 г.).